# 遭遇戦
遭遇戦（そうぐうせん、英: meeting engagement, encounter battle, ドイツ語：Begegnungsgefecht）は、一般に徒歩や車両により前進している戦闘部隊と敵部隊との遭遇を指す。

## 戦術的原則
遭遇戦は、攻撃部隊が前進することによって発生するために、攻撃の一段階と考えられている。したがって、遭遇戦は各部隊が全体として運動中であるために戦闘の経過は極めて流動的である。つまり、敵と接触してからの最初の展開により遭遇戦の結果は大きく左右されるので、遭遇戦を戦うための最も重要な戦いの原則とは主導の原則であると言える。仮に全く予想していない時期・場所の遭遇戦、不期遭遇戦においても、敵情を把握し、上級指揮官からの命令を待つのではなく、任務と状況を総合的に判断して各級の指揮官は戦闘に移らなければならない。特に現代の機械化戦闘においては戦場での部隊の機動力は高度化しているために、迅速な状況判断と決心、そして、柔軟な作戦指揮が求められる。

## 戦力の展開
遭遇戦においては、まず、主力を展開するための時間的な猶予を獲得することが必要である。これは、戦場の緊要地形への応急攻撃、緊要地形の確保、防御、遅滞行動などの戦闘行動によって達成することができる。遭遇戦で前衛が戦闘を開始すると主力部隊は行軍序列から戦闘陣形に展開し、敵の側背に対する攻撃に移る。しかし、遭遇戦において時間を消費する運動は決して望ましくないため、作戦計画は簡潔であり、また、実施が容易でなければならない。ただし、遭遇戦で戦力を展開する際には同時に相手の戦力も対抗してくることが考えられる。敵が退却に移れば追撃に移ることができるが、もしも敵の主力が先に戦闘展開を完了してきたならば、敵を撃退するよりも損害を最小限に抑えることを検討しなければならない。